# توماس هول
توماس هول (بالإنجليزية: Thomas H. Hall)‏ (و. 1773 – 1853 م)هو سياسي من الولايات المتحدة الأمريكية . ولد في مقاطعة برينس جورج .
وهو عضو في الحزب الديمقراطي الأمريكي .